# علي الخفيف
علي محمد الخفيف (1309 هـ / 1891م - 1398 هـ / 1978م) عالم وقاض وباحث لغوي مصري، يعدّ من كبار المجددين في العصر الحديث، وأحد رواد مدرسة القضاء الشرعي الذين درسوا فيها ثم درَّاسوا بها. كان أستاذ الشريعة الإسلامية بكلية الحقوق بجامعة القاهرة، وأحد أعضاء مجمع اللغة العربية بالقاهرة، ومجمع البحوث الإسلامية، والمجلس الأعلى للأزهر.

## نشأته
ولد الشيخ على الخفيف بقرية الشهداء من محافظة المنوفية سنة 1891م وقد نشأ الشيخ في أسرةٍ كريمةٍ محافظةٍ، وجَّهت ابنها منذ نعومة أظفاره لحفظ القرآن الكريم في كتَّاب القرية.

## شيوخه
أخذ الشيخ علي الخفيف العلمَ عن شيوخ وعلماء أفذاذ، ومن هؤلاء: الشيخ أحمد إبراهيم بك، والأستاذ محمد عاطف باشا بركات، والشيخ محمَّد الخضري، ومحمَّد عبد المطلب واصل، والشيخ فرج السنهوري، وغيرهم.

## مؤلفاته
1. أسباب اختلاف الفقهاء، صدر عن معهد الدراسات العالمية ببيروت والقاهرة عام 1956، ثم طبع بعد أربعين عامًا في دار الفكر العربي، القاهرة، 1996.[5]

## وصلات خارجية
- ا لشيخ علي الخفيف الفقيه المجدِّد - المكتبة الوقفية.
- الأعلام - الشيخ علي الخفيف - قناة المجد.